# Tubeufia parvula
Tubeufia parvula är en svampart som beskrevs av Dennis 1975. Tubeufia parvula ingår i släktet Tubeufia och familjen Tubeufiaceae.  Arten är reproducerande i Sverige. Inga underarter finns listade i Catalogue of Life.